# Mithyuê
Mithyuê de Linhares (Chapecó, 16 de outubro de 1989) é um jogador brasileiro de futsal. Atualmente joga pela ACBF. Seu prenome pronuncia-se Mitiuê.

## Carreira

### Carreira no futsal
Mithyuê começou a jogar futebol de salão aos seis anos de idade em sua cidade natal, Chapecó. Tornou-se jogador profissional aos dezessete, no JEC/Krona/Dalponte, na posição de ala.
Logo ele ficou conhecido nacionalmente por suas atuações na Liga Futsal e foi apontado como o sucessor de Falcão, atualmente o  melhor jogador de futsal do mundo. Na Liga Futsal de 2007, sua primeira competição, ele marcou 13 gols e foi o principal jogador do JEC na campanha que culminou com o vice-campeonato. Ao final da temporada, foi eleito o melhor ala-direito da competição e a revelação do ano.
Foi premiado com a convocação para a Seleção Brasileira de Futsal aos 17 anos, tornando-se um dos mais jovens dos país a alcançar tal feito.
Em maio de 2008, Mithyuê anunciou que, ao final da temporada, trocaria o futsal pelo futebol de campo, passando a atuar pelo Grêmio. Ele jogou a Liga Futsal de 2008, marcando 8 gols e levando o JEC ao sétimo lugar da tabela geral.

### Mudança para o futebol
No início do mês de setembro, Mithyuê iniciou sua trajetoria no futebol. Ele foi convidado pelo ex-jogador de futebol Paulo César Carpegiani a realizar um período de testes no campo, a pedido de Júlio Camargo, técnico da equipe júnior do Grêmio.
Ele aceitou o convite e assinou um contrato de teste com duração de três meses para atuar na equipe sub-20, fazendo sua estréia na Copa Lupi Martins.
O grande momento de sua carreira acontecera em dezembro, no Campeonato Brasileiro de Futebol Sub-20 de 2008. Mithyuê iniciou a competição como volante, marcando um gol na vitória de 7-0 sobre o Corinthians. Na fase semifinal, já atuando como meia-atacante, teve grande atuação no clássico Grenal, realizando duas assitências na vitória de 2-1, e na final do campeonato, contra o Sport, quando deu a assitência ao primeiro gol e marcou o gol do título, a 39 minutos do segundo tempo, em outra vitória de 2-1. O Grêmio sagrou-se campeão e ele foi eleito o melhor jogador do campeonato.
Devido a sua rápida adaptação ao futebol de campo, a diretoria do Grêmio estendeu seu contrato e ele poderá atuar na equipe profissional no decorrer do ano de 2009. Após a lesão, Mithyuê só voltou a treinar com o grupo de jogadores do clube em 31 de julho de 2009.

### Grêmio
Mithyuê de Linhares estreou no time profissional do Grêmio no dia 6 de dezembro de 2009 contra o Flamengo, em partida válida pela última rodada do Campeonato Brasileiro 2009. Ele entrou em campo no final do segundo tempo no lugar do volante Adílson. Sua estréia foi justamente na partida que sagrou o Flamengo como Campeão Brasileiro do ano de 2009. O primeiro gol como jogador de futebol de campo profissional em partida oficial foi contra o São José de Porto Alegre, no Estádio Olímpico, no dia 13 de fevereiro de 2010, na vitória de seu time por 2-1.

### Atlético Paranaense
No dia 19 de junho de 2010, o Grêmio emprestou o jogador para o Atlético-PR até o final do Campeonato Brasileiro de 2010.

### Retorno ao Grêmio
Em 2011, após o final do empréstimo ao Atlético-PR, Mithyuê retornou ao Grêmio. O Botafogo tentou contratá-lo por empréstimo, para suprir a vaga de Lúcio Flávio, mas o atleta pediu para permanecer no clube gaúcho e tentar reencontrar seu espaço. Porém, não conseguiu firmar-se no elenco principal e foi devolvido à base.

### Juventude
Mithyuê iniciou 2012 fora dos planos do clube gaúcho para a temporada e, após uma notícia não confirmada de empréstimo ao Marítimo, de Portugal, foi emprestado ao Juventude para a disputa do Campeonato Gaúcho.
Dentro do Juventude ele tinha grandes amizades. Apesar de ele falar muito de 8 garotos que ele vinha acompanhando.
Jeferson Oliveira Carvalho, Eduan Nazzari, Victor Gatibalde.Mas com termino de seu contrato, ele acabou voltando ao Grêmio, e novamente voltando as quadras.

### CSA
No dia 17 de Janeiro de 2013 foi anunciado no site oficial do clube a sua vinda por empréstimo.

### Pelotas
Foi anunciado seu contrato com o Esporte Clube Pelotas no dia 14 de julho de 2013.

### Retorno ao futsal
Depois de passar 7 anos no futebol de campo, em agosto de 2014 o jogador optou pelo retorno ao futsal, e atuará pela Krona Futsal.

## Títulos
Grêmio
- Campeonato Brasileiro de Futebol Sub-20: 2008
- Campeonato Gaúcho de Futebol: 2010

Pelotas
- Super Copa Gaúcha 2013
- Copa Sul-fronteira 2013
- Recopa Gaúcha 2014

Títulos pessoais
- Campeonato Brasileiro de Futebol Sub-20: Bola de Ouro

## Estatísticas
| Clube  | Competição                    | Jogos | Gols |
| ------ | ----------------------------- | ----- | ---- |
| Grêmio | Campeonato Brasileiro de 2009 | 1     | 0    |
| Grêmio | Campeonato Gaúcho de 2010     | 9     | 1    |
| Grêmio | Copa do Brasil de 2010        | 3     | 0    |

Atualizadas em 1 de abril de 2010